# Liste des équipes continentales en 2008
Cet article liste les équipes continentales en 2008.

## Liste des équipes

### Équipes africaines
| Code UCI | Nom de l'équipe       | Pays           |
| -------- | --------------------- | -------------- |
| HOP      | House of Paint        | Afrique du Sud |
| KON      | Konica Minolta-Bizhub | Afrique du Sud |
| MTN      | MTN                   | Afrique du Sud |
| NEO      | Neotel                | Afrique du Sud |

### Équipes américaines
| Code UCI | Nom de l'équipe                                 | Pays       |
| -------- | ----------------------------------------------- | ---------- |
| RRC      | Scott-Marcondes Cesar-São José dos Campos       | Brésil     |
| CAL      | Calyon                                          | Canada     |
| TRP      | R.A.C.E. Pro                                    | Canada     |
| SYM      | Symmetrics                                      | Canada     |
| CAI      | Caico                                           | Colombie   |
| CEP      | Colombia es Pasión Coldeportes                  | Colombie   |
| AAF      | Arenas-Tlax-Mex                                 | Mexique    |
| CTO      | Canel's-Turbo-Mayordomo                         | Mexique    |
| TUA      | Tecos de la Universidad Autónoma de Guadalajara | Mexique    |
| BPC      | Bissell                                         | États-Unis |
| COL      | Colavita-Sutter Home-Cooking Light              | États-Unis |
| DLP      | DLP Racing                                      | États-Unis |
| HNM      | Health Net-Maxxis                               | États-Unis |
| JBC      | Jelly Belly                                     | États-Unis |
| JBC      | Kelly Benefit Strategies-Medifast               | États-Unis |
| RAP      | Rite Aid                                        | États-Unis |
| RRC      | Rock Racing                                     | États-Unis |
| SLP      | Successfulliving.com-Parkpre                    | États-Unis |
| JIT      | The Jittery Joe's                               | États-Unis |
| TPC      | Time                                            | États-Unis |
| AEG      | Toshiba-Santo-Herbalife                         | États-Unis |
| TUP      | Toyota-United                                   | États-Unis |
| TT1      | Type 1                                          | États-Unis |

### Équipes asiatiques
| Code UCI | Nom de l'équipe         | Pays           |
| -------- | ----------------------- | -------------- |
| MPC      | Trek-Marco Polo         | Chine          |
| SCT      | Seoul                   | Corée du Sud   |
| PSN      | Polygon Sweet Nice      | Indonésie      |
| IAU      | Islamic Azad University | Iran           |
| MES      | Mes Kerman              | Iran           |
| TPT      | Tabriz Petrochemical    | Iran           |
| AIS      | Aisan Racing            | Japon          |
| BGT      | Bridgestone Anchor      | Japon          |
| MTR      | Matrix Powertag         | Japon          |
| EQA      | Meitan Hompo-GDR        | Japon          |
| ULN      | Ulan                    | Kazakhstan     |
| L2A      | LeTua                   | Malaisie       |
| MCF      | MNCF                    | Malaisie       |
| DOT      | Dohag                   | Qatar          |
| GNT      | Giant Asia Racing       | Taipei chinois |

### Équipes européennes
| Code UCI | Nom de l'équipe                              | Pays        |
| -------- | -------------------------------------------- | ----------- |
| 3CG      | 3C Gruppe                                    | Allemagne   |
| ISA      | Isaac                                        | Allemagne   |
| ITA      | Ista                                         | Allemagne   |
| TRS      | Kuota-Senges                                 | Allemagne   |
| LKT      | LKT Brandenburg                              | Allemagne   |
| TMH      | Mapei Heizomath                              | Allemagne   |
| CTM      | Milram Continental                           | Allemagne   |
| TSP      | Sparkasse                                    | Allemagne   |
| TET      | Thüringer Energie                            | Allemagne   |
| VLA      | Vlassenroot                                  | Allemagne   |
| KTM      | Arbö-KTM-Junkers                             | Autriche    |
| RAD      | RC Arbö Wels Gourmetfein                     | Autriche    |
| TYR      | Tyrol-Land Tirol                             | Autriche    |
| PCW      | Bodysol-Euromillions-Pôle Continental Wallon | Belgique    |
| DLV      | Davitamon-Lotto-Jong Vlaanderen              | Belgique    |
| FID      | Fidea                                        | Belgique    |
| STO      | Groupe Gobert.com                            | Belgique    |
| JOS      | Josan Mercedes Benz Aalst                    | Belgique    |
| PCO      | Palmans Cras                                 | Belgique    |
| PZC      | Profel Continental                           | Belgique    |
| SUN      | Sunweb Pro Job                               | Belgique    |
| CCB      | Club Bourgas                                 | Bulgarie    |
| ASY      | A-Style Somn                                 | Chypre      |
| DES      | Designa Køkken                               | Danemark    |
| TEF      | Energi Fyn                                   | Danemark    |
| GLS      | GLS-Pakke Shop                               | Danemark    |
| GLU      | Glud & Marstrand Horsens                     | Danemark    |
| TLO      | Løgstør-For Health                           | Danemark    |
| VMC      | Burgos Monumental                            | Espagne     |
| ORB      | Orbea-Oreka SDA                              | Espagne     |
| KCT      | Kalev Sport                                  | Estonie     |
| AUB      | Auber 93                                     | France      |
| BAL      | Bretagne Armor Lux                           | France      |
| RLM      | Roubaix Lille Métropole                      | France      |
| TKT      | Cosmote Kastro                               | Grèce       |
| KPT      | Katay                                        | Hongrie     |
| PNB      | P-Nívó Betonexpressz 2000 Corratec           | Hongrie     |
| SKT      | An Post-M Donnelly-Grant Thornton-Sean Kelly | Irlande     |
| PZR      | Pezula Racing                                | Irlande     |
| DNL      | Dynatek-Latvia                               | Lettonie    |
| RBR      | Rietumu Bank-Riga                            | Lettonie    |
| CCD      | Differdange-Apiflo Vacances                  | Luxembourg  |
| TMB      | Joker Bianchi                                | Norvège     |
| SPA      | Sparebanken Vest                             | Norvège     |
| TTA      | Trek Adecco                                  | Norvège     |
| CJP      | Jo Piels                                     | Pays-Bas    |
| KST      | KrolStone Continental                        | Pays-Bas    |
| FPT      | P3 Transfer-Batavus                          | Pays-Bas    |
| RB3      | Rabobank Continental                         | Pays-Bas    |
| VVE      | Van Vliet EBH Elshof                         | Pays-Bas    |
| AMO      | Amore & Vita-McDonald's                      | Pologne     |
| SPL      | CCC Polsat Polkowice                         | Pologne     |
| DHL      | DHL-Author                                   | Pologne     |
| LEG      | Legia                                        | Pologne     |
| PAS      | Passage                                      | Pologne     |
| BSP      | Barbot-Siper                                 | Portugal    |
| CCL      | Centro Ciclismo de Loulé                     | Portugal    |
| FRM      | Fercase-Rota dos Móveis                      | Portugal    |
| POV      | LA-MSS                                       | Portugal    |
| LSE      | Liberty Seguros                              | Portugal    |
| MAD      | Madeinox Boavista                            | Portugal    |
| PRT      | Palmeiras Resort-Tavira                      | Portugal    |
| ASP      | AC Sparta Praha                              | Tchéquie    |
| BEI      | CK Windoor's Příbram                         | Tchéquie    |
| CSO      | Olimpic Autoconstruct                        | Roumanie    |
| POT      | Pinarello Racing                             | Royaume-Uni |
| PCA      | Plowman Craven Racing                        | Royaume-Uni |
| RCR      | Rapha Condor-Recycling.co.uk                 | Royaume-Uni |
| KAT      | Katyusha Continental                         | Russie      |
| CIN      | Cinelli-OPD                                  | Saint-Marin |
| MIE      | Miche-Silver Cross                           | Saint-Marin |
| NEP      | Nippo-Endeka                                 | Saint-Marin |
| CZP      | Centri della Calzatura-Partizan              | Serbie      |
| DUK      | Dukla Trenčín Merida                         | Slovaquie   |
| ADR      | Adria Mobil                                  | Slovénie    |
| PER      | Perutnina Ptuj                               | Slovénie    |
| RAR      | Radenska KD Financial Point                  | Slovénie    |
| SAK      | Sava                                         | Slovénie    |
| ARH      | Atlas Romer's Hausbäckerei                   | Suisse      |
| HAD      | Hadimec-Nazionale Elettronica                | Suisse      |
| STE      | Stegcomputer-CKT-Cogeas                      | Suisse      |
| DCT      | Danieli                                      | Ukraine     |
| ISD      | ISD-Sport-Donetsk                            | Ukraine     |

### Équipes océaniennes
| Code UCI | Nom de l'équipe                    | Pays      |
| -------- | ---------------------------------- | --------- |
| BFL      | Budget Forklifts                   | Australie |
| CNS      | Cyclingnews-Jako                   | Australie |
| DPC      | Drapac Porsche Development Program | Australie |
| PAN      | Panasonic                          | Australie |
| PRA      | Praties                            | Australie |
| SLV      | Savings & Loans                    | Australie |
| SAI      | Southaustralia.com-AIS             | Australie |